# Giovanni Battista Marzuttini
Giovanni Battista Marzuttini (Udine, 9 febbraio 1863 – Fauglis, 1º dicembre 1943) è stato un pittore e musicista italiano, il cui ingegno poliedrico lo portò a realizzare nel 1910 un proprio monoplano, che sfortunatamente non riuscì mai a volare.

## Biografia
Nacque a Udine il 9 febbraio 1863 figlio di Paolo, proveniente da una famiglia benestante udinese, e Maria Facci, sorella del famoso patriota Carlo Facci. È inoltre nipote del noto medico chirurgo dott. Giovanni Battista Marzuttini (1805-1870) 
Nel 1876 si iscrisse al Collegio militare di Milano, diretto dal colonnello Fiorenzo Bava Beccaris, che abbandonò due anni dopo. In seguito al suo ritorno a Udine accedette, nel 1882, all'Accademia di belle arti di Firenze assieme a Cesare Simonetti, un suo amico pittore, e l'anno successivo intraprese gli studi musicali.
Nel 1885 ottenne la direzione della banda di Tarcento e nel 1886 con Nicolò Serafini fondò un club, quello dei "Mandolinisti e Chitarristi Udinesi" formazione ancora oggi in attività con intestazione "Orchestra a plettro Tita Marzuttini" con sede a Udine.
Nel 1888 iniziò gli studi meccanici sul metodo di costruzione dei palloni aerostatici ad aria calda.
Nel 1889 si sposò con la signorina Maria Troiano, dalla quale ebbe un figlio di nome Guido nel 1894. Dopo questo matrimonio si trasferì a Trieste, dove fondò e diresse per sette anni il locale "Circolo Mandolinistico".
Nel 1897 gravi difficoltà economiche della sua famiglia lo costrinsero, per necessità, a rientrare nel suo paese natale. Qui si dedicò totalmente alle attività meccaniche, divenendo rapidamente capo del "Garage delle Grazie" di Trieste. Poco dopo fondò, con l'aiuto dell'ingegnere Carlo Facchini, suo amico, il "Garage Friulano".
Nel 1901 nacque il suo secondogenito, Arnaldo.
Nel settembre 1909 assistette al Circuito aereo internazionale di Brescia, a cui presero parte quattordici piloti. Tra di essi Mario Calderara, Louis Blériot e Glenn Curtiss. Spettatore entusiasta della manifestazione, che durò all'incirca dieci giorni, al termine della stessa la sua attenzione fu catturata dal monoplano Blériot XI. Appassionatosi al mondo dell'aviazione decise di progettarne un derivato più moderno e sicuro, ed una volta rientrato ad Udine iniziò a studiare la teoria della meccanica dei fluidi e le superfici portanti in aerodinamica. Insieme all'ingegnere Facchini diede vita ad una società per reperire i fondi adatti per costruire il nuovo velivolo da lui progettato. Per la sede fu individuato un vecchio edificio in località Sant'Osvaldo a Udine, che venne rapidamente trasformato in un vero e proprio hangar. La notizia apparve sul quotidiano locale La Patria del Friuli in data 12 gennaio 1910, ed egli si vide costretto a far pubblicare una lettera di rettifica alle notizie apparse sul giornale, ritenute parzialmente infondate. La realizzazione del velivolo fu completata in sette mesi, ed il 17 agosto dello stesso anno l'aereo fu sottoposto al primo collaudo su di un prato vicino all'hangar. Purtroppo il velivolo, propulso da un motore Italia 50-60 HP, ebbe un cedimento dell'elica che si ruppe danneggiando fortemente la parte anteriore dell'aereo. Le pessime condizioni economiche della società non consentirono la sua riparazione, ed il velivolo venne abbandonato.
Dopo il fallimento dell'avventura aeronautica ebbe una nuova idea, e decise di realizzare una fabbrica di giocattoli meccanici. La sua proposta fu accettata ed ebbe buon successo, tanto che la fabbrica ricevette la visita del Re Vittorio Emanuele III. Nel 1916 il re gli conferì la Medaglia d'oro per i giocattoli artistico-meccanici, ma purtroppo era già da tempo scoppiata la prima guerra mondiale ed in seguito alla disfatta di Caporetto perdette la sua casa e trasferirsi presso una filiale della ditta a Milano, dove rimase solamente un anno. Nel 1918 si spostò a Napoli per lavorare come direttore presso lo stabilimento meccanico Ingano e Di Lauro, specializzato in produzioni aeronautiche. La sua attività industriale gli valse il conferimento del titolo di Cavaliere del Lavoro, ma purtroppo gli giunse la notizia che il suo figlio primogenito era caduto a Bligny sul fronte francese. A causa della disgrazia che colpì la sua famiglia ritornò in Friuli dove, però, trovò una brutta sorpresa ad attenderlo: durante i combattimenti la sua abitazione e il suo studio di pittore a Udine erano stati saccheggiati e irrimediabilmente distrutti. Si ritirò quindi nella casa di campagna di Fauglis, dove fu nominato, per un biennio, Commissario prefettizio del comune di Gonars. Nel 1924, per sei anni, viene eletto sindaco e poi podestà di Gonars.
L'anno successivo vinse un concorso musicale con la composizione "Paveute", e nel 1927 iniziò la lunga fila di composizioni da lui realizzate, tra cui "Rosa Mystica" e Mater Salvatoris. L'11 settembre, in occasione dell'inaugurazione del nuovo organo della chiesa di Fauglis, il Maestro Mario Mascagni diresse la messa "Rosa Mystica".
Le due ultime sue composizioni sono "In Domino Sperans" e "Tu solus Altissimus". Si spense il 1º dicembre 1943 presso la sua casa di Fauglis.

### Annotazioni
1. ↑  Primo pilota italiano ad ottenere il brevetto di volo nel marzo 1909, su un biplano Wright.
2. ↑  Guido Marzuttini cadde il 15 luglio 1918 sul fronte francese e gli fu conferita la Medaglia d'argento al valor militare dal generale Alberico Albricci.
La biografia approfondita di Guido è reperibile all'interno del romanzo storico Friedensturm, che ripercorre la breve e sfortunata esistenza del giovane.
3. ↑  Tita Marzuttini era oramai una persona molto acclamata e ammirata, tanto che gli venne intitolato il Circolo Mandolinistico Udinese.

### Fonti
1. 1 2 3 4  Rossetti 2013, p. 76.
2. ↑  Giovanni Battista, detto familiarmente Tita, era il primogenito di cinque figli.
3. ↑  www.orchestramarzuttini.com.
4. 1 2 3 4 5 6 7  Rossetti 2013, p. 77.
5. 1 2 3 4 5 6  Rossetti 2013, p. 78.
6. ↑  La Patria del Friuli, 12 gennaio 1910.
7. ↑  La Patria del Friuli, 18 agosto 1910.
8. ↑  Rossetti 2013, p. 79.

### Pubblicazioni
- Emanuel Rossetti, Lo sfortunato aereo di Tita Marzuttini, in JP4 Mensile di Aeronautica e Spazio, n. 471, Firenze, EdiService Srl, aprile 2013,  pp. 76-79.